# Pai Pece de Oxumarê
Sivanilton da Encarnação da Mata ou Babá Pece de Oxumarê, (Salvador, 30 de agosto de 1964) é um babalorixá de Candomblé do Ilê Axé Oxumarê em Salvador, no estado da Bahia. É filho carnal e irmão-de-santo de Mãe Nilzete de Iemanjá e neto carnal e filho de santo de Mãe Simplícia de Ogum. Iniciado em 15 de dezembro de 1965 (com um ano de idade) com a participação de Pai Nézinho de Muritiba na nação Queto.
Por conta do luto no Ilê Axé Oxumarê recebeu suas obrigações de 7 anos da Mãe Menininha de Gantois